# Црква Светог Николаја у Мердару
Црква Светог Николаја у Мердару, насељеном месту на територији општине Куршумлија, припада Епархији нишкој Српске православне цркве. Црква се налази у селу недалеко од административне линије са Косовом и Метохијом. Са изградњом се почело 7. маја 2014 године и посвећена је Светом Николају.
Захваљујући заслужним мештанима градња цркве веома брзо напредује, па је у плану да освећење буде ускоро по завршеним радовима.